# Kapituła Orderu Odrodzenia Polski

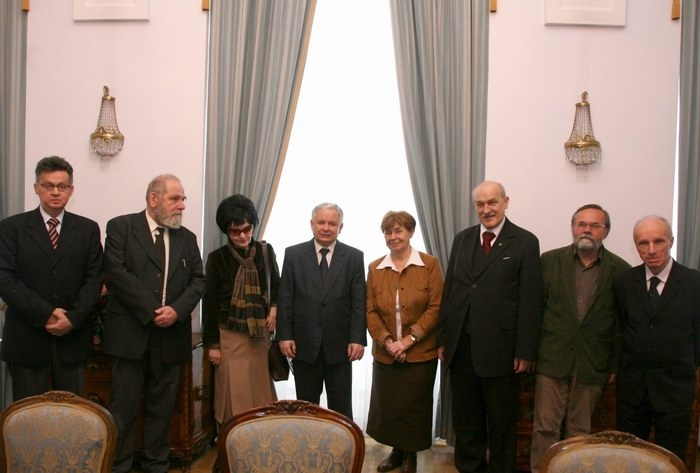
Kapituła Orderu Odrodzenia Polski w 2009 r. Od lewej stoją: Sławomir Radoń, Bohdan Cywiński, Marta Olszewska, Lech Kaczyński, Zofia Romaszewska, Jerzy Kropiwnicki, Ryszard Bugaj i Krzysztof Kauba

Kapituła Orderu Odrodzenia Polski – dziewięcioosobowy organ kolegialny stojący na straży honoru Orderu Odrodzenia Polski (Polonia Restituta). Do kompetencji Kapituły należy w szczególności opiniowanie wniosków o nadanie lub pozbawienie orderu oraz występowanie z inicjatywą nadania orderu lub jego pozbawienia.
Prezydent Rzeczypospolitej Polskiej, z tytułu swego wyboru na ten urząd, staje się Kawalerem Orderu Odrodzenia Polski I klasy (odznaczony Krzyżem Wielkim), Wielkim Mistrzem Orderu i przewodniczy Kapitule, którą tworzy wraz z ośmioma członkami. Członków Kapituły na pięcioletnią kadencję powołuje Wielki Mistrz spośród odznaczonych Orderem Odrodzenia Polski. Kapituła wybiera ze swego grona Kanclerza Orderu i Sekretarza Kapituły. Kapituła Orderu działa na podstawie swojego statutu, zatwierdzonego przez Prezydenta. Członkami Kapituły mogą być tylko obywatele polscy.

## Prerogatywy
Kapituła ma prawo wyrażania opinii we wszystkich sprawach dotyczących orderu, a w szczególności:
- opiniuje wnioski o nadanie lub pozbawienie orderu, wniesione przez Prezesa Rady Ministrów przed ich przedstawieniem Prezydentowi,
- może wystąpić do Prezydenta z inicjatywą nadania orderu lub jego pozbawienia,
- zapoznaje się z projektami aktów normatywnych dotyczących orderu,
- może występować do organów uprawnionych o podjęcie inicjatywy ustawodawczej w sprawach dotyczących orderu.

Kapituła po rozpatrzeniu przedstawionych jej wniosków o nadanie lub pozbawienie orderu podejmuje uchwały:
- o pozytywnym zaopiniowaniu wniosku,
- stwierdzające, że przedstawiony wniosek nie uzasadnia nadania lub pozbawienia orderu lub że wniosek nie może zostać uwzględniony z powodu niezgodności z obowiązującymi przepisami prawa.

Kapituła może przed wydaniem ostatecznej opinii zwrócić się do wnioskodawcy o uzupełnienie wniosku. Kapituła może zaproponować nadanie innej niż proponowana klasy orderu.

## Obecny skład
Skład Kapituły:
1. Prezydent RP Karol Nawrocki – przewodniczący Kapituły i Wielki Mistrz Orderu
2. Piotr Andrzejewski – członek Kapituły powołany 7 sierpnia 2021
3. Andrzej Chwalba – członek Kapituły powołany 9 listopada 2023
4. Maria Gintowt-Jankowicz – członek Kapituły powołana 7 sierpnia 2021
5. Wiesław Johann – członek Kapituły powołany 7 sierpnia 2021
6. Maciej Łopiński – członek Kapituły powołany 18 kwietnia 2018
7. Władysław Ortyl – członek Kapituły powołany 7 sierpnia 2021
8. Mieczysław Ryba – członek Kapituły powołany 7 sierpnia 2021
9. Krzysztof Szwagrzyk – członek Kapituły powołany 7 sierpnia 2021

## Historia

### II Rzeczpospolita (1921–1939)
Kapitułę powoływano na trzyletnią kadencję. Pierwsza Kapituła została powołana 2 sierpnia 1921. Jej członkami stałymi zostali wybrani spośród pierwszych piętnastu kawalerów orderu:
1. Naczelnik Państwa Józef Piłsudski (przewodniczący Kapituły i Wielki Mistrz Orderu z urzędu)
2. Jan Karol Kochanowski (Kanclerz Orderu do 1933),
3. Kajetan Olszewski (Sekretarz Kapituły),
4. Bernard Chrzanowski (Skarbnik Kapituły),
5. Jan Dąbski (członek Kapituły),
6. Władysław Raczkiewicz (członek Kapituły),
7. Michał Siedlecki (członek Kapituły),
8. Włodzimierz Tetmajer (członek Kapituły),
9. Leon Wyczółkowski (członek Kapituły),

oraz, jako zastępcy członków:
- Heliodor Święcicki,
- Jadwiga Zamoyska,
- Kazimierz Zenkteller,

a w jej skład nie weszli:
- Władysław Reymont,
- Jacek Malczewski,
- Władysław Abraham,
- Zofia Szlenkier[5].

W 1925 Sekretarz Kapituły, Otwinowski, został aresztowany w związku z niedokładnością w wypłacaniu sum pieniężnych należnych tytułem orderu.
W czerwcu 1927 trzeci skład Kapituły został odnowiony; kanclerzem ponownie został J.K. Kochanowski, zmarłego Władysława Reymonta zastąpił Wacław Sieroszewski, a gen. Kajetana Olszewskiego zastąpił gen. Lucjan Żeligowski.
25 września 1936 prezydent Ignacy Mościcki powołał szósty skład Kapituły w składzie:
1. Prezydent RP Ignacy Mościcki (przewodniczący Kapituły i Wielki Mistrz Orderu z urzędu),
2. gen. Kazimierz Sosnkowski (Kanclerz Orderu),
3. gen. Aleksander Osiński (Sekretarz Kapituły),
4. sen. Bernard Chrzanowski (Skarbnik Kapituły),
5. gen. Leon Berbecki,
6. prof. Wacław Makowski,
7. woj. Władysław Raczkiewicz,
8. sen. Wacław Sieroszewski,
9. gen. Lucjan Żeligowski[5][8].

### Władze RP na Obczyźnie (1939–1993)
Po 1939 roku kontynuowano nadawanie orderu przez Rząd Rzeczypospolitej Polskiej na obczyźnie, utrzymano 12–osobową Kapitułę (ośmiu członków, czterech zastępców), ale reaktywowano ją faktycznie dopiero 19 kwietnia 1955.
Lata 1955–1958
- Prezydent RP August Zaleski (przewodniczący Kapituły i Wielki Mistrz Orderu z urzędu)
- Tadeusz Brzeski (Kanclerz Orderu)
- Paweł Jankowski (Sekretarz Kapituły)
- Jerzy Bajan (Skarbnik Kapituły)
- Zofia Kossak-Szatkowska (członek Kapituły)
- Jan Brandys (członek Kapituły)
- Stanisław Gubodziecki (członek Kapituły)
- Stefan Pasławski (członek Kapituły)
- Jerzy Świrski (członek Kapituły)

Lata 1958–1961
- Prezydent RP August Zaleski (przewodniczący Kapituły i Wielki Mistrz Orderu z urzędu)
- Kazimierz Fabrycy (Kanclerz Orderu)
- Paweł Jankowski (Sekretarz Kapituły)
- Jerzy Bajan (Skarbnik Kapituły)
- Jan Brandys (członek Kapituły)
- Tadeusz Brzeski (członek Kapituły)
- Wacław Grubiński (członek Kapituły)
- Stanisław Gubodziecki (członek Kapituły)
- Jerzy Świrski (członek Kapituły)
- Stanisław Miller (członek Kapituły)
- Kordian Zamorski (członek Kapituły)

Zastępcy członków:
- Ludwik de Laveaux
- Gustaw Rożałowski
- Bohdan Wendorff
- Roman Witorzeniec

Lata 1961–1964
- Prezydent RP August Zaleski (przewodniczący Kapituły i Wielki Mistrz Orderu z urzędu)
- Kordian Zamorski (Kanclerz Orderu)
- Paweł Jankowski (Sekretarz Kapituły)
- Jerzy Bajan (Skarbnik Kapituły)
- Jan Brandys (członek Kapituły)
- Wacław Grubiński (członek Kapituły)
- Stanisław Lubodziecki (członek Kapituły)
- Stanisław Miller (członek Kapituły)
- Gustaw Rożałowski (członek Kapituły)

Zastępcy członków:
- Ludwik de Laveaux
- Stanisław Owsianka
- Bohdan Wendorff
- Roman Witorzeniec

Lata 1964–1967
- Prezydent RP August Zaleski (przewodniczący Kapituły i Wielki Mistrz Orderu z urzędu)
- Kordian Zamorski (Kanclerz Orderu)
- Paweł Jankowski (Sekretarz Kapituły)
- Jerzy Bajan (Skarbnik Kapituły)

Lata 1967–70
- Prezydent RP August Zaleski (przewodniczący Kapituły i Wielki Mistrz Orderu z urzędu)
- Kordian Zamorski (Kanclerz Orderu)
- Paweł Jankowski (Sekretarz Kapituły)
- Wacław Grubiński (Skarbnik Kapituły)
- Jerzy Bajan (członek Kapituły, zm. 27 czerwca 1967)
- Jan Brandys (członek Kapituły)
- Stanisław Lubodziecki (członek Kapituły)
- Stanisław Pomianowski (członek Kapituły)
- Bohdan Wendorff (członek Kapituły)

Zastępcy członków:
- Jadwiga Baranowska
- Ludwik de Laveaux (członek Kapituły od 4 sierpnia 1967)
- Anna Nowakowa (ze Stankowskich)
- Stanisław Owsianka

Lata 1970–1973
- Prezydent RP August Zaleski (przewodniczący Kapituły i Wielki Mistrz Orderu z urzędu), zm. w 1972
- Prezydent RP Stanisław Ostrowski (przewodniczący Kapituły i Wielki Mistrz Orderu z urzędu), od 1972
- Kordian Zamorski (Kanclerz Orderu)
- Paweł Jankowski (członek Kapituły)
- Wacław Grubiński (członek Kapituły)
- Józef Gołąb (członek Kapituły)
- Stanisław Lubodziecki (członek Kapituły)
- Antonina Płońska (członek Kapituły)
- Stanisław Pomianowski (członek Kapituły)
- Józef Wnuk (członek Kapituły)

Zastępcy członków:
- Jadwiga Baranowska
- Juliusz Dziewulski
- Franciszek Jasiński
- Anna Nowakowa (ze Stankowskich)

Lata 1973–1978
- Prezydent RP Stanisław Ostrowski (przewodniczący Kapituły i Wielki Mistrz Orderu z urzędu)
- Kordian Zamorski (Kanclerz Orderu)

Lata 1978–1981
- Prezydent RP Stanisław Ostrowski (przewodniczący Kapituły i Wielki Mistrz Orderu z urzędu), do 1979
- Prezydent RP Edward Raczyński (przewodniczący Kapituły i Wielki Mistrz Orderu z urzędu), od 1979
- Kordian Zamorski (Kanclerz Orderu)
- Bohdan Wendorff (Sekretarz Kapituły)
- Jan Berek (członek Kapituły)
- Stanisław Biegański (członek Kapituły)
- Jadwiga Pająk (członek Kapituły)
- Antonina Płońska (członek Kapituły)
- Władysław Wierzbicki (członek Kapituły)
- Władysław Zaleski (członek Kapituły)
- Wanda Piłsudska (członek Kapituły od 19 marca 1979)

Zastępcy członków:
- Jadwiga Baranowska
- Wanda Dziedzicowa
- Juliusz Dziewulski
- Stanisław Orłowski
- Edmund Chełmiński (od 19 marca 1979)

Lata 1981–1984
- Prezydent RP Edward Raczyński (przewodniczący Kapituły i Wielki Mistrz Orderu z urzędu)
- Kordian Zamorski (Kanclerz Orderu)

Lata 1984–1987
- Prezydent RP Edward Raczyński (przewodniczący Kapituły i Wielki Mistrz Orderu z urzędu), do 1986
- Prezydent RP Kazimierz Sabbat (przewodniczący Kapituły i Wielki Mistrz Orderu z urzędu), od 1986
- Jan Berek (Kanclerz Orderu, zm. 20 czerwca 1986)
- Stefan Soboniewski (członek od 15 lipca 1986, Kanclerz Orderu od 26 sierpnia 1986)[25][26]
- Bohdan Wendorff (Sekretarz Kapituły)
- Edmund Chełmiński (Skarbnik Kapituły)
- Stanisław Biegański (członek Kapituły)
- Ryszard Kaczorowski (członek Kapituły)
- Henryk Niedziałkowski (członek Kapituły)
- Janusz Rowiński (członek Kapituły)
- Władysław Wierzbicki (członek Kapituły)
- Jan Arciszewski (członek Kapituły od 11 listopada 1986)[27]

Zastępcy członków:
- Mieczysław Białkiewicz
- Wanda Dziedzicowa
- Maksymilian Lorenz
- Roman Ratschka
- Halina Martin (od 15 lipca 1986)

Lata 1987–1990
- Prezydent RP Kazimierz Sabbat (przewodniczący Kapituły i Wielki Mistrz Orderu z urzędu), zm. w 1989
- Prezydent RP Ryszard Kaczorowski (przewodniczący Kapituły i Wielki Mistrz Orderu z urzędu), od 1989
- Stefan Soboniewski (Kanclerz Orderu)
- Bohdan Wendorff (Sekretarz Kapituły)
- Edmund Chełmiński (Skarbnik Kapituły)
- Jan Arciszewski (członek Kapituły)
- Stanisław Biegański (członek Kapituły)
- Henryk Niedziałkowski (członek Kapituły)
- Janusz Rowiński (członek Kapituły)
- Władysław Wierzbicki (członek Kapituły)

Zastępcy członków:
- Mieczysław Białkiewicz
- Wanda Dziedzicowa
- Halina Martin
- Ryszard Dembiński

Lata 1990–1993
- Prezydent RP Ryszard Kaczorowski (przewodniczący Kapituły i Wielki Mistrz Orderu z urzędu)
- Stefan Soboniewski (Kanclerz Orderu)
- Bohdan Wendorff (Sekretarz Kapituły)
- Jan Drewnowski (członek Kapituły od 15 maja do 9 lipca 1990)
- Wanda Dziedzicowa (członek Kapituły)
- Zbigniew Gąsiewicz (członek Kapituły od 9 lipca 1990)
- Mieczysław Białkiewicz (członek Kapituły)
- Ryszard Dembiński (członek Kapituły)
- Stanisław Świerszczyński (członek Kapituły)
- Władysław Wierzbicki (członek Kapituły)

Zastępcy członków:
- Stanisław Berkieta
- Paweł Hęciak
- Tadeusz Kryska-Karski
- Walter Szczepański (Skarbnik Kapituły)

### III Rzeczpospolita (1993–2015)
Ustawa z 1992 zniosła funkcję zastępców, a ośmioosobowy skład (poza prezydentem) wybierany jest przez prezydenta na dłuższe, pięcioletnie kadencje, co z zasady powinno odpowiadać długości pełnienia urzędu przez Prezydenta RP (ponieważ ustawa nie przewiduje usunięcia członka kapituły przed upływem pięciu lat, współpraca pomiędzy przewodniczącym a gremium wybranym przez poprzednika, może być utrudniona).
Byli członkowie Kapituły od 1993 (lista niepełna):
- Andrzej Ajnenkiel – Kanclerz Orderu od 21 czerwca 1993 do 2008 (trzy kadencje)[31][32][33]
- Kazimierz Dejmek – Sekretarz Kapituły od 21 czerwca 1993 (2 kadencje)[31][32], zm. w 2002
- Aleksander Gieysztor – członek Kapituły od 21 czerwca 1993[31], zm. w 1999
- Zofia Korczyńska – członek Kapituły od 21 czerwca 1993[31]
- Artur Międzyrzecki – członek Kapituły od 21 czerwca 1993[31], zm. w 1996
- Andrzej Stelmachowski – członek Kapituły od 21 czerwca 1993[31]
- Józef Szajna – członek Kapituły od 21 czerwca 1993 do 1998[31][34]
- Jerzy Turowicz – członek Kapituły od 21 czerwca 1993[31], zm. w 1999
- Leszek Kubicki – członek Kapituły od 18 sierpnia 1998 do 2008 (dwie kadencje), od marca 2003 Sekretarz Kapituły[32][35]
- Jerzy Pomianowski – członek Kapituły od 15 lipca 1998 do 2008 (dwie kadencje)[33]
- Kazimierz Imieliński – członek Kapituły od 15 września 1998 do 2008 (dwie kadencje)[33]
- Zofia Romaszewska – członek Kapituły od 11 czerwca 2007, kanclerz Orderu od 3 lutego 2009, ustąpiła z Kapituły w 2010[36][37]
- Marta Olszewska – członek Kapituły od 11 czerwca 2007, sekretarz od 2009[36]
- Bohdan Cywiński – członek Kapituły od 12 czerwca 2007[33][36]
- Ryszard Bugaj – członek Kapituły od 31 października 2008, zrezygnował w 2010[36][37]
- Krzysztof Kauba – członek Kapituły od 15 stycznia 2009[36]
- Sławomir Radoń – członek Kapituły od 15 stycznia 2009[36]
- Jerzy Kropiwnicki – członek Kapituły od 31 października 2008[36]
- Jerzy Bahr – członek Kapituły od 18 października 2011 do 2015[38][39][40]
- Maria Dmochowska – członek Kapituły od 18 października 2011 do 2015[38][39][40]
- Magdalena Fikus – Kanclerz Orderu od 18 października 2011 do 2015[38][39][40]
- Anna Teresa Jakubowska – członek Kapituły od 18 października 2011 do 2015[38][39][40]
- Henryk Woźniakowski – członek Kapituły od 18 października 2011 do 2015[38][39][40]
- Agnieszka Wolfram-Zakrzewska – członek Kapituły od 23 listopada 2011 do 2015, jej sekretarz[39][40]
- Paweł Dangel – członek Kapituły od 27 stycznia 2014 do 2015[39][40]
- Ewa Dałkowska – członek Kapituły od 4 sierpnia 2016 do 4 sierpnia 2021[41][42]